# Wonsees
Wonsees là một đô thị thuộc huyện Kulmbach bang Bayern nước Đức

## Các khu vực dân cư
Wonsees is arranged in the following boroughs:
- Feulersdorf
- Gelbsreuth
- Großenhül
- Kleinhül
- Lindenmühle
- Plötzmühle
- Sanspareil
- Schirradorf
- Wonsees
- Zedersitz